# Pseudococcus mascarensis
Pseudococcus mascarensis är en insektsart som beskrevs av Mamet 1957. Pseudococcus mascarensis ingår i släktet Pseudococcus och familjen ullsköldlöss. Inga underarter finns listade i Catalogue of Life.